# سواپنیل کوساله
سواپنیل کوساله (انگلیسی: Swapnil Kusale; ۶ اوت ۱۹۹۵) تیرانداز اهل هند است. وی از سال ۲۰۱۲ میلادی تاکنون مشغول فعالیت بوده است.
وی در مسابقات کشوری و بین‌المللی در مجموع برندهٔ ۳ مدال طلا، ۱ مدال نقره، ۳ مدال برنز شده است.